# 박현우 (작곡가)
박현우(1942년 3월 11일 ~ )은 대한민국의 작곡가이다. 1968년 은방울 자매의 '포항 아가씨'로 작곡 데뷔했으며, 트로트 앨범을 비롯해 영화 OST 70여곡 등 총 1,500여곡을 작곡한 것으로 알려져 있다. 
MBC 놀면뭐하니? 에서 유재석의 부캐 유산슬을 도와주는 작곡가 중 한명 '박토벤'으로 등장해서 대중들에게 이름을 알렸다.